# Scaeva albomaculata
Scaeva albomaculata là một loài ruồi trong họ Ruồi giả ong (Syrphidae). Loài này được Macquart mô tả khoa học đầu tiên năm 1842. Scaeva albomaculata phân bố ở vùng Cổ Bắc giới